# Elena (figlia di Costantino)
Elena (latino: Helena; 325/326 – Vienne, novembre 360) fu un membro della dinastia costantiniana dell'Impero romano, figlia dell'imperatore Costantino I e Fausta, e moglie dell'imperatore Giuliano.

## Biografia
Elena era la figlia di Costantino I e Fausta, quindi sorellastra di Crispo e sorella di Costantino II, Costanzo II, Costante I e Costantina, cugina, tra gli altri, di Costanzo Gallo e Giuliano.
Fu data in sposa da Costanzo II, imperatore, al cugino Giuliano, quando questi fu nominato cesare dell'occidente (355). Sebbene le fonti non facciano menzione della sua età, la madre Fausta era morta nel 326, dunque Elena aveva almeno ventinove anni all'epoca del matrimonio.
Elena seguì il marito in Gallia, dove le nacque un bambino, morto appena nato (356). Fu poi a Roma in occasione della visita di Costanzo alla città (357), e probabilmente fu in questa occasione che ebbe un aborto spontaneo. Secondo Ammiano Marcellino, in entrambi i casi le gravidanze ebbero esito negativo a causa di Eusebia, moglie di Costanzo II, la quale non aveva figli: nel primo caso una nutrice avrebbe tagliato il cordone ombelicale del neonato troppo corto, nel secondo avrebbe fatto somministrare una pozione a Elena. Gli storici moderni tendono a rigettare questi sospetti.
Elena era di nuovo in Gallia, a Parigi, in occasione dell'acclamazione di Giuliano ad augusto (360); morì a Vienne, dove Giuliano aveva festeggiato il quinto anniversario della sua elezione a cesare e si preparava allo scontro militare col cugino Costanzo. Fu sepolta nel mausoleo costruito per lei e la sorella Costantina sulla via Nomentana a Roma, l'attuale chiesa di santa Costanza.
Fu una cristiana devota, sostenitrice dell'ortodossia, a differenza del fratello che sosteneva l'Arianesimo.

## Antenati
|                                 |                               |                     | Genitori |  |  | Nonni                             |  |  | Bisnonni |  |
|                                 |                               |                     |          |  |  | Costanzo Cloro, imperatore romano |  |  | Eutropio |  |
|                                 |                               |                     |          |  |  | Costanzo Cloro, imperatore romano |  |  | Eutropio |  |
|                                 |                               | Claudia             |          |  |  | Costanzo Cloro, imperatore romano |  |  |          |  |
| Costantino I, imperatore romano |                               |                     |          |  |  | Costanzo Cloro, imperatore romano |  |  |          |  |
|                                 |                               | Flavia Giulia Elena | …        |  |  |                                   |  |  |          |  |
|                                 |                               | Flavia Giulia Elena | …        |  |  |                                   |  |  |          |  |
|                                 |                               | Flavia Giulia Elena | …        |  |  |                                   |  |  |          |  |
| Elena                           |                               | Flavia Giulia Elena |          |  |  |                                   |  |  |          |  |
|                                 | Massimiano, imperatore romano | …                   |          |  |  |                                   |  |  |          |  |
|                                 | Massimiano, imperatore romano | …                   |          |  |  |                                   |  |  |          |  |
|                                 | Massimiano, imperatore romano | …                   |          |  |  |                                   |  |  |          |  |
| Fausta Massima Flavia           | Massimiano, imperatore romano |                     |          |  |  |                                   |  |  |          |  |
|                                 |                               | Eutropia            | …        |  |  |                                   |  |  |          |  |
|                                 |                               | Eutropia            | …        |  |  |                                   |  |  |          |  |
|                                 |                               | Eutropia            | …        |  |  |                                   |  |  |          |  |
|                                 |                               | Eutropia            |          |  |  |                                   |  |  |          |  |